# دونالد مکینتاش
دونالد مکینتاش (انگلیسی: Donald Mackintosh؛ ۲۲ سپتامبر ۱۸۶۶ – ۸ سپتامبر ۱۹۵۱) تیرانداز اهل استرالیا بود.
وی در مسابقات کشوری و بین‌المللی در مجموع برندهٔ ۱ مدال طلا، ۱ مدال برنز شده‌است. مکینتاش در حالی برنده دو مدال در بازی‌های المپیک تابستانی ۱۹۰۰ در بخش تیراندازی به اهداف پروازی زنده شده بود که کمیته بین‌المللی المپیک این بخش را از مسابقات رسمی کنار گذاشت.